# El Chamizal, San Agustín Tlaxiaca
El Chamizal är en ort i Mexiko.   Den ligger i kommunen San Agustín Tlaxiaca och delstaten Hidalgo, i den sydöstra delen av landet, 80 km norr om huvudstaden Mexico City. El Chamizal ligger 2 156 meter över havet och antalet invånare är 715.
Terrängen runt El Chamizal är huvudsakligen kuperad, men åt sydväst är den platt. Runt El Chamizal är det ganska tätbefolkat, med 90 invånare per kvadratkilometer. Närmaste större samhälle är San Salvador, 15,7 km nordväst om El Chamizal. Omgivningarna runt El Chamizal är i huvudsak ett öppet busklandskap.